# Thomas Tuchel
Thomas Tuchel (Krumbach, 29 agosto 1973) è un allenatore di calcio ed ex calciatore tedesco, di ruolo difensore, commissario tecnico della nazionale inglese.
Dopo la carriera da giocatore, intraprende il percorso da allenatore. Nel 2009 viene nominato tecnico del Magonza, rimanendovi in carica fino al 2014. Nel 2015 assume la guida del Borussia Dortmund, dove in due anni riesce a conquistare una Coppa di Germania. Dal 2018 al 2020 ha allenato il Paris Saint-Germain, vincendo due campionati francesi, una Coppa di Francia, una Coppa di Lega francese e due Supercoppe francesi. Tra il 2021 e il 2022 ha assunto, invece, la guida tecnica del Chelsea, riuscendo a vincere una UEFA Champions League, una Supercoppa UEFA e una Coppa del mondo per club FIFA. Dal 2023 al 2024 è alla guida del Bayern Monaco, con cui ha vinto un campionato tedesco (2022-2023).
A livello individuale, nel 2021 è stato premiato come Allenatore dell'anno UEFA, Allenatore dell'anno IFFHS e Best FIFA Men's Coach.

## Caratteristiche tecniche
Ex difensore centrale, era molto bravo nell'anticipare l'avversario.
Da allenatore, Tuchel si è dimostrato innovativo e rigoroso. In carriera ha utilizzato vari moduli tra cui il 4-3-3, il 4-2-3-1, il 3-5-2 e il 3-4-2-1; le sue squadre prediligono il pressing alto e il fraseggio corto, seppur non disdegnando le verticalizzazioni quando necessario. In fase di non possesso risultano compatte, optando per la marcatura a uomo o a zona a seconda dell'avversario.

## Carriera

### Giocatore
Cresciuto tra i settori giovanili del TSV Krumbach e dell'Augusta, nel 1992 firma un contratto professionistico per il Kickers Stoccarda, all'epoca in 2. Fußball-Bundesliga. Dopo aver collezionato 8 presenze e una rete in due anni, nel 1994 passa all'Ulma, restandovi fino al 1998, quando è costretto al ritiro a soli 24 anni a causa di un infortunio grave alla cartilagine del ginocchio.

### Allenatore

#### Gli esordi

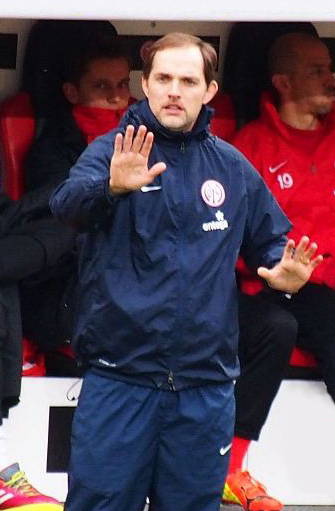
Tuchel sulla panchina del nel 2014

La carriera da allenatore per Tuchel comincia il 1º luglio 2000, quando viene tesserato da Ralf Rangnick come responsabile tecnico del settore giovanile dello Stoccarda. Dopo cinque anni passa all'Augusta, dove assume il ruolo di coordinatore del vivaio. Nel 2007-2008, ottenuta la licenza per allenare a livello professionistico, viene nominato tecnico della seconda squadra del club. Al termine dell'esperienza annuale, diventa il responsabile del settore giovanile del Magonza.

#### Magonza
Nell'agosto del 2009 viene nominato, in sostituzione di Jürgen Klopp, allenatore della prima squadra del Magonza, formazione neopromossa in Bundesliga. Alla sua prima stagione chiude il campionato al nono posto, raggiungendo così il miglior traguardo nella storia del club. Nell'annata successiva migliora ancora il precedente piazzamento, arrivando in quinta posizione e qualificandosi per la prima volta in UEFA Europa League.
Dopo due anni consecutivi al tredicesimo posto, riporta il Magonza in UEFA Europa League al termine della stagione 2013-2014. L'11 maggio 2014 rescinde consensualmente il suo contratto con il club renano per prendersi un anno sabbatico.

#### Borussia Dortmund
Il 1º luglio 2015 sostituisce il dimissionario Jürgen Klopp sulla panchina del Borussia Dortmund, con cui firma un contratto triennale. Alla sua prima stagione nella Rühr, guida la squadra al secondo posto in Bundesliga alle spalle del Bayern Monaco.

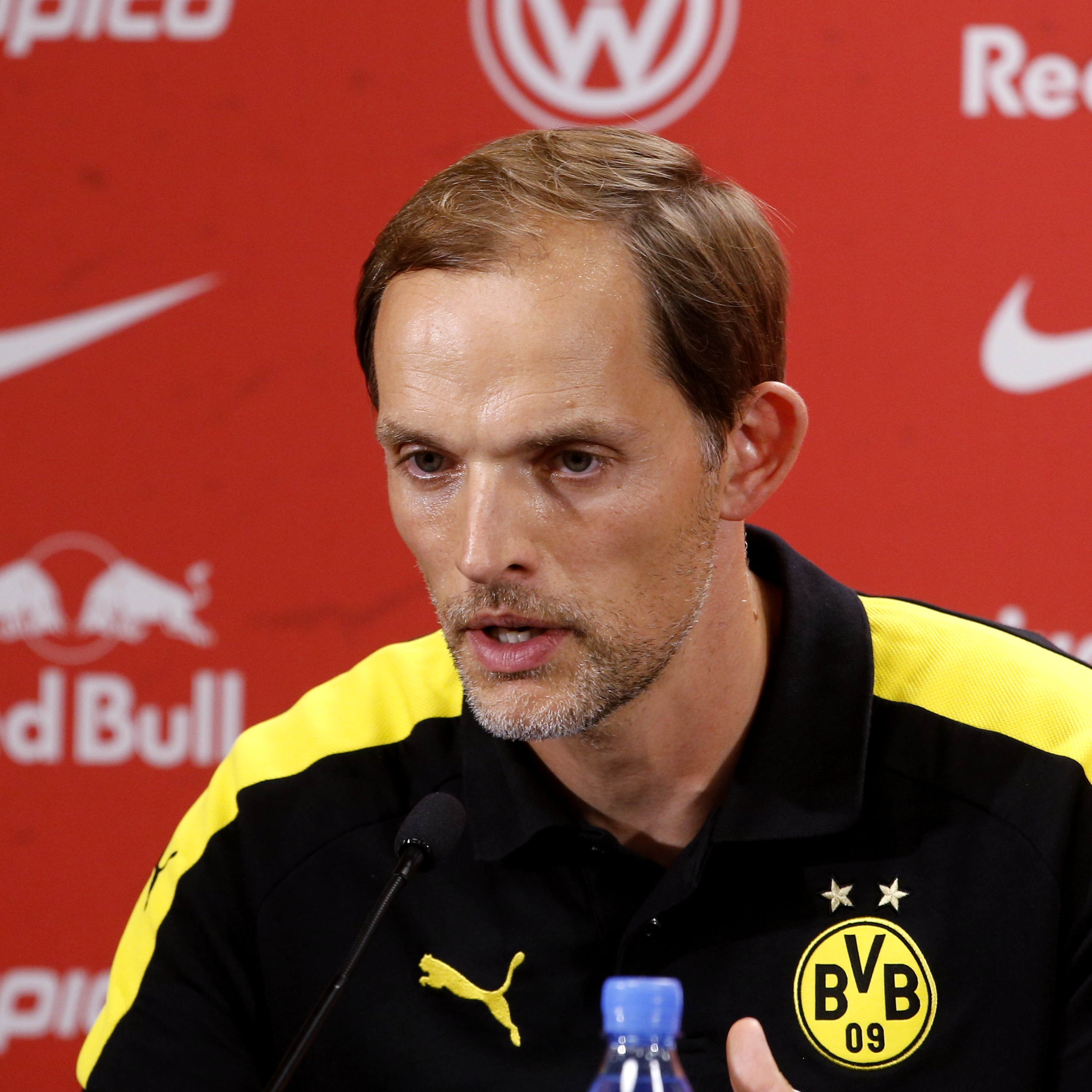
Tuchel come allenatore del nel 2016

Nell'annata successiva chiude il campionato al terzo posto e viene eliminato ai quarti di finale di UEFA Champions League per mano dei francesi del Monaco. Il 27 maggio 2017 vince il suo primo trofeo in carriera, la Coppa di Germania, battendo in finale l'Eintracht Francoforte per 2-1; tuttavia, tre giorni più tardi rescinde consensualmente il proprio contratto con il club di Dortmund a causa di alcune incomprensioni con la dirigenza.

#### Paris Saint-Germain
Dopo aver trascorso un altro anno sabbatico lontano dai campi, il 14 maggio 2018 viene ingaggiato dai francesi del Paris Saint-Germain, con cui firma un contratto biennale. Il 4 agosto seguente vince la Supercoppa di Francia. Il 9 gennaio 2019 viene eliminato ai quarti di finale di Coppa di Lega dal Guingamp, in quel momento ultimo in classifica in campionato, mentre il 6 marzo è estromesso già agli ottavi di UEFA Champions League per mano del Manchester Utd, subendo una clamorosa rimonta nella partita di ritorno (1-3). Il 21 aprile la squadra si aggiudica la Ligue 1 con cinque giornate di anticipo sulla fine del torneo, ma sei giorni più tardi viene sconfitta dal Rennes nella finale della coppa nazionale ai tiri di rigore. Il 25 maggio, malgrado una stagione al di sotto delle aspettative, il PSG decide di prolungare il contratto di Tuchel fino al 2021.
L'annata 2019-2020 si apre con la vittoria della Supercoppa di Francia. Il 30 aprile 2020, dopo l'interruzione definitiva del campionato per la pandemia di COVID-19, il Paris Saint-Germain viene proclamato campione nazionale sulla base della classifica maturata fino alla sospensione. Il 24 luglio Tuchel guida i parigini alla vittoria della Coppa di Francia e una settimana dopo la squadra si aggiudica anche la Coppa di Lega ai tiri di rigore, centrando così il treble domestico dopo due anni. Al termine della stagione il PSG raggiunge, per la prima volta nella sua storia, la finale di UEFA Champions League, dove viene sconfitto per 0-1 dal Bayern Monaco all'Estadio da Luz di Lisbona.
Il 29 dicembre 2020 Tuchel viene esonerato dopo una prima parte di stagione 2020-2021 al di sotto delle aspettative; lascia il club parigino, in quel momento al terzo posto della classifica di Ligue 1, con un bilancio di 95 vittorie in 127 partite ufficiali.

#### Chelsea

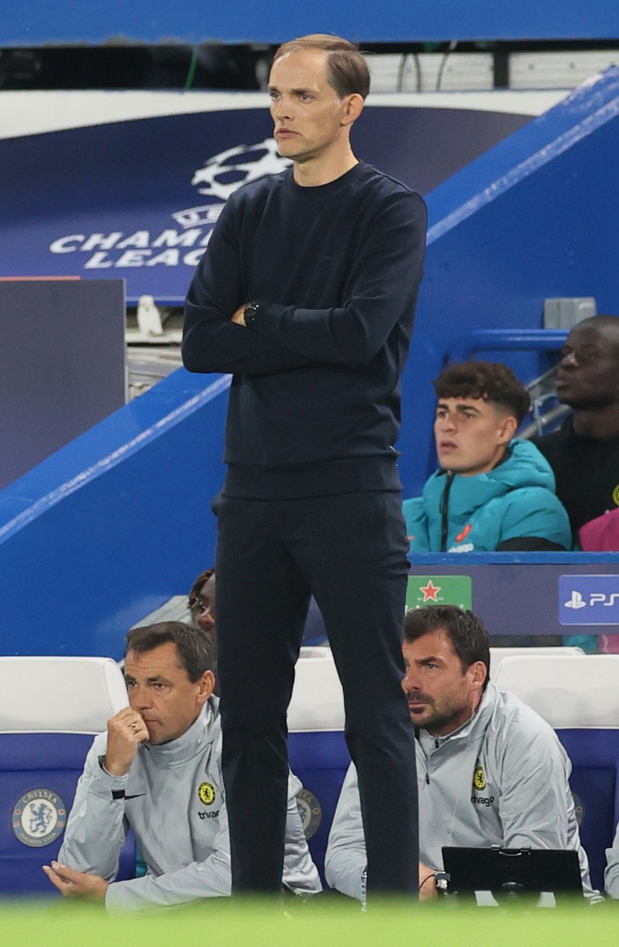
Tuchel al nel 2021

Il 26 gennaio 2021 subentra all'esonerato Frank Lampard sulla panchina degli inglesi del Chelsea, in quel momento al nono posto in Premier League; il giorno seguente esordisce come tecnico dei Blues pareggiando per 0-0 contro il Wolverhampton a Stamford Bridge. Successivamente ottiene quattro vittorie di fila in campionato e vince anche all'andata degli ottavi di finale di UEFA Champions League sul campo dell'Atlético Madrid. Nelle prime quattordici partite della gestione di Tuchel, il Chelsea rimane imbattuto, guadagnando l'accesso ai quarti di finale di UEFA Champions League e alla semifinale di FA Cup. La sconfitta per 2-5 in casa contro il West Bromwich in campionato il 3 aprile interrompe la striscia di risultati positivi per i Blues. Chiuso il campionato al quarto posto, il club londinese perde la finale di FA Cup contro il Leicester City, ma si qualifica alla finale di Champions: il tecnico tedesco vi accede per il secondo anno di seguito dopo averlo fatto sulla panchina del PSG, diventando in tal modo il primo a riuscire nell'impresa con due squadre diverse in due stagioni consecutive. Il 29 maggio il Chelsea di Tuchel vince il trofeo, battendo il Manchester City per 1-0 nella finale di Porto. A seguito di questo successo, il 4 giugno rinnova il proprio contratto sino al 2024.
La stagione 2021-2022 inizia con la vittoria della Supercoppa UEFA ai tiri di rigore contro il Villarreal (6-5), dopo l'1-1 dei tempi supplementari. Il 12 febbraio 2022 vince la Coppa del mondo per club, battendo in finale il Palmeiras per 2-1 dopo i tempi supplementari. Arriva terzo in campionato, perde la finale di FA Cup e quella di Coppa di Lega ai rigori contro il Liverpool, e in Champions viene eliminato dal Real Madrid ai quarti di finale.
Il 7 settembre 2022, a seguito di un difficoltoso inizio di stagione, viene esonerato.

#### Bayern Monaco
Il 24 marzo 2023 sostituisce l'esonerato Julian Nagelsmann alla guida del Bayern Monaco, con contratto biennale. Debutta sulla panchina dei bavaresi il 1º aprile, in occasione della 26ª giornata di Bundesliga, vincendo per 4-2 il derby contro il Borussia Dortmund. Quattro giorni dopo viene eliminato dalla Coppa di Germania per mano del Friburgo (1-2). In UEFA Champions League il cammino si interrompe ai quarti di finale contro il Manchester City, dopo un 4-1 finale tra andata e ritorno. Il 27 maggio vince la Bundesliga all'ultima giornata, grazie al risultato di 1-2 maturato sul campo del Colonia e al concomitante pareggio del rivale Borussia Dortmund contro il Magonza; per Tuchel si tratta del primo campionato tedesco in carriera.
La stagione seguente inizia con una brutta sconfitta nella Supercoppa contro il Lipsia per 0-3. Segue l'eliminazione al secondo turno di Coppa di Germania per mano del Saarbrücken, club di terza divisione. La squadra stenta anche in campionato e così, il 21 febbraio 2024, la società comunica che, dalla stagione seguente, Tuchel non sarà più l'allenatore della prima squadra. Il Bayern arriverà poi fino alla semifinale di Champions venendo eliminato dal Real Madrid e terminerà il campionato al terzo posto dietro a Bayer Leverkusen e Stoccarda.

#### Nazionale inglese
Il 16 ottobre 2024 viene nominato nuovo commissario tecnico della nazionale inglese, con contratto a decorrenza dal 1º gennaio 2025. Tuchel diviene il terzo allenatore straniero nella storia della nazionale dei Tre Leoni, dopo Sven-Goran Eriksson e Fabio Capello.

## Statistiche

### Statistiche da allenatore

#### Club
Statistiche aggiornate al 18 maggio 2024. In grassetto le competizioni vinte.
| Stagione                   | Squadra                    | Campionato                 | Campionato | Campionato | Campionato | Campionato | Coppe nazionali | Coppe nazionali | Coppe nazionali | Coppe nazionali | Coppe nazionali | Coppe continentali | Coppe continentali | Coppe continentali | Coppe continentali | Coppe continentali | Altre coppe | Altre coppe | Altre coppe | Altre coppe | Altre coppe | Totale | Totale | Totale | Totale | % Vittorie | Piazzamento |
| Stagione                   | Squadra                    | Comp                       | G          | V          | N          | P          | Comp            | G               | V               | N               | P               | Comp               | G                  | V                  | N                  | P                  | Comp        | G           | V           | N           | P           | G      | V      | N      | P      | % Vittorie | Piazzamento |
| -------------------------- | -------------------------- | -------------------------- | ---------- | ---------- | ---------- | ---------- | --------------- | --------------- | --------------- | --------------- | --------------- | ------------------ | ------------------ | ------------------ | ------------------ | ------------------ | ----------- | ----------- | ----------- | ----------- | ----------- | ------ | ------ | ------ | ------ | ---------- | ----------- |
| 2007-2008                  | Augusta II                 | BL-S                       | 34         | 20         | 8          | 6          | -               | -               | -               | -               | -               | -                  | -                  | -                  | -                  | -                  | -           | -           | -           | -           | -           | 34     | 20     | 8      | 6      | 58,82      | 4º          |
| 2009-2010                  | Magonza                    | BL                         | 34         | 12         | 11         | 11         | CG              | 1               | 0               | 0               | 1               | -                  | -                  | -                  | -                  | -                  | -           | -           | -           | -           | -           | 35     | 12     | 11     | 12     | 34,29      | 9º          |
| 2010-2011                  | Magonza                    | BL                         | 34         | 18         | 4          | 12         | CG              | 2               | 1               | 0               | 1               | -                  | -                  | -                  | -                  | -                  | -           | -           | -           | -           | -           | 36     | 19     | 4      | 13     | 52,78      | 5º          |
| 2011-2012                  | Magonza                    | BL                         | 34         | 9          | 12         | 13         | CG              | 3               | 2               | 0               | 1               | UEL                | 2                  | 0                  | 2                  | 0                  | -           | -           | -           | -           | -           | 39     | 11     | 14     | 14     | 28,21      | 13º         |
| 2012-2013                  | Magonza                    | BL                         | 34         | 10         | 12         | 12         | CG              | 4               | 3               | 0               | 1               | -                  | -                  | -                  | -                  | -                  | -           | -           | -           | -           | -           | 38     | 13     | 12     | 13     | 34,21      | 13º         |
| 2013-2014                  | Magonza                    | BL                         | 34         | 16         | 5          | 13         | CG              | 2               | 1               | 0               | 1               | -                  | -                  | -                  | -                  | -                  | -           | -           | -           | -           | -           | 36     | 17     | 5      | 14     | 47,22      | 7º          |
| Totale Magonza             | Totale Magonza             | Totale Magonza             | 170        | 65         | 44         | 61         |                 | 12              | 7               | 0               | 5               |                    | 2                  | 0                  | 2                  | 0                  |             | -           | -           | -           | -           | 184    | 72     | 46     | 66     | 39,13      |             |
| 2015-2016                  | Borussia Dortmund          | BL                         | 34         | 24         | 6          | 4          | CG              | 6               | 5               | 1               | 0               | UEL                | 16                 | 11                 | 2                  | 3                  | -           | -           | -           | -           | -           | 56     | 40     | 9      | 7      | 71,43      | 2º          |
| 2016-2017                  | Borussia Dortmund          | BL                         | 34         | 18         | 10         | 6          | CG              | 6               | 4               | 2               | 0               | UCL                | 10                 | 5                  | 2                  | 3                  | SG          | 1           | 0           | 0           | 1           | 51     | 27     | 14     | 10     | 52,94      | 3º          |
| Totale Borussia Dortmund   | Totale Borussia Dortmund   | Totale Borussia Dortmund   | 68         | 42         | 16         | 10         |                 | 12              | 9               | 3               | 0               |                    | 26                 | 16                 | 4                  | 6                  |             | 1           | 0           | 0           | 1           | 107    | 67     | 23     | 17     | 62,62      |             |
| 2018-2019                  | Paris Saint-Germain        | L1                         | 38         | 29         | 4          | 5          | CF+CdL          | 6+2             | 5+1             | 1+0             | 0+1             | UCL                | 8                  | 4                  | 2                  | 2                  | SF          | 1           | 1           | 0           | 0           | 55     | 40     | 7      | 8      | 72,73      | 1º          |
| 2019-2020                  | Paris Saint-Germain        | L1                         | 27         | 22         | 2          | 3          | CF+CdL          | 6+4             | 6+3             | 0+1             | 0+0             | UCL                | 11                 | 8                  | 1                  | 2                  | SF          | 1           | 1           | 0           | 0           | 49     | 40     | 4      | 5      | 81,63      | 1º          |
| 2020-gen. 2021             | Paris Saint-Germain        | L1                         | 17         | 11         | 2          | 4          | CF              | -               | -               | -               | -               | UCL                | 6                  | 4                  | 0                  | 2                  | SF          | -           | -           | -           | -           | 23     | 15     | 2      | 6      | 65,22      | Eson.       |
| Totale Paris Saint-Germain | Totale Paris Saint-Germain | Totale Paris Saint-Germain | 82         | 62         | 8          | 12         |                 | 18              | 15              | 2               | 1               |                    | 25                 | 16                 | 3                  | 6                  |             | 2           | 2           | 0           | 0           | 127    | 95     | 13     | 19     | 74,80      |             |
| gen.-giu. 2021             | Chelsea                    | PL                         | 19         | 11         | 5          | 3          | FACup+CdL       | 4+0             | 3               | 0               | 1               | UCL                | 7                  | 5                  | 1                  | 1                  | -           | -           | -           | -           | -           | 30     | 19     | 6      | 5      | 63,33      | Sub. 4º     |
| 2021-2022                  | Chelsea                    | PL                         | 38         | 21         | 11         | 6          | FACup+CdL       | 6+6             | 5+3             | 1+3             | 0+0             | UCL                | 10                 | 7                  | 1                  | 2                  | SU+Cmc      | 1+2         | 0+2         | 1+0         | 0+0         | 63     | 38     | 17     | 8      | 60,32      | 3º          |
| lug.-set. 2022             | Chelsea                    | PL                         | 6          | 3          | 1          | 2          | FACup+CdL       | 0               | 0               | 0               | 0               | UCL                | 1                  | 0                  | 0                  | 1                  | -           | -           | -           | -           | -           | 7      | 3      | 1      | 3      | 42,86      | Eson.       |
| Totale Chelsea             | Totale Chelsea             | Totale Chelsea             | 63         | 35         | 17         | 11         |                 | 16              | 11              | 4               | 1               |                    | 18                 | 12                 | 2                  | 4                  |             | 3           | 2           | 1           | 0           | 100    | 60     | 24     | 16     | 60,00      |             |
| mar.-giu. 2023             | Bayern Monaco              | BL                         | 9          | 6          | 1          | 2          | CG              | 1               | 0               | 0               | 1               | UCL                | 2                  | 0                  | 1                  | 1                  | -           | -           | -           | -           | -           | 12     | 6      | 2      | 4      | 50,00      | Sub. 1º     |
| 2023-2024                  | Bayern Monaco              | BL                         | 34         | 23         | 3          | 8          | CG              | 2               | 1               | 0               | 1               | UCL                | 12                 | 7                  | 3                  | 2                  | SG          | 1           | 0           | 0           | 1           | 49     | 31     | 6      | 12     | 63,27      | 3º          |
| Totale Bayern Monaco       | Totale Bayern Monaco       | Totale Bayern Monaco       | 43         | 29         | 4          | 10         |                 | 3               | 1               | 0               | 2               |                    | 14                 | 7                  | 4                  | 3                  |             | 1           | 0           | 0           | 1           | 61     | 37     | 8      | 16     | 60,66      |             |
| Totale carriera            | Totale carriera            | Totale carriera            | 460        | 253        | 97         | 110        |                 | 61              | 43              | 9               | 9               |                    | 85                 | 51                 | 15                 | 19                 |             | 7           | 4           | 1           | 2           | 613    | 351    | 122    | 140    | 57,26      |             |

#### Nazionale
Statistiche aggiornate al 10 giugno 2025.
| Squadra     | Naz                    | dal             | al        | Record | Record | Record | Record     | Record | Record | Record | Record |
| G           | V                      | N               | P         | GF     | GS     | DR     | Vittorie % |        |        |        |        |
| ----------- | ---------------------- | --------------- | --------- | ------ | ------ | ------ | ---------- | ------ | ------ | ------ | ------ |
| Inghilterra | Inghilterra (bandiera) | 1º gennaio 2025 | in carica | 4      | 3      | 0      | 1          | 7      | 3      | +4     | 75,00  |

##### Nazionale nel dettaglio
| 2025               | Inghilterra        | Qual. Mondiali 2026 | nel gruppo K       | 3 | 3 | 0 | 0 | 100,00& | 6 | 0 | +6 |
| Dal 2025           | Inghilterra        | Amichevoli          |                    | 1 | 0 | 0 | 1 | &0,00   | 1 | 3 | -2 |
| Totale Inghilterra | Totale Inghilterra | Totale Inghilterra  | Totale Inghilterra | 4 | 3 | 0 | 1 | 75,00   | 7 | 3 | +4 |

#### Panchine da commissario tecnico della nazionale inglese
| Cronologia completa delle presenze e delle reti in nazionale ― Inghilterra | Cronologia completa delle presenze e delle reti in nazionale ― Inghilterra | Cronologia completa delle presenze e delle reti in nazionale ― Inghilterra | Cronologia completa delle presenze e delle reti in nazionale ― Inghilterra | Cronologia completa delle presenze e delle reti in nazionale ― Inghilterra | Cronologia completa delle presenze e delle reti in nazionale ― Inghilterra | Cronologia completa delle presenze e delle reti in nazionale ― Inghilterra | Cronologia completa delle presenze e delle reti in nazionale ― Inghilterra |
| Data                                                                       | Città                                                                      | In casa                                                                    | Risultato                                                                  | Ospiti                                                                     | Competizione                                                               | Reti                                                                       | Note                                                                       |
| -------------------------------------------------------------------------- | -------------------------------------------------------------------------- | -------------------------------------------------------------------------- | -------------------------------------------------------------------------- | -------------------------------------------------------------------------- | -------------------------------------------------------------------------- | -------------------------------------------------------------------------- | -------------------------------------------------------------------------- |
| 21-3-2025                                                                  | Londra                                                                     | Inghilterra                                                                | 2 – 0                                                                      | Albania                                                                    | Qual. Mondiali 2026                                                        | Myles Lewis-Skelly Harry Kane                                              | Cap: H. Kane                                                               |
| 24-3-2025                                                                  | Londra                                                                     | Inghilterra                                                                | 3 – 0                                                                      | Lettonia                                                                   | Qual. Mondiali 2026                                                        | Reece James Harry Kane Eberechi Eze                                        | Cap: H. Kane                                                               |
| 7-6-2025                                                                   | Barcellona                                                                 | Andorra                                                                    | 0 – 1                                                                      | Inghilterra                                                                | Qual. Mondiali 2026                                                        | Harry Kane                                                                 | Cap: H. Kane                                                               |
| 10-6-2025                                                                  | Nottingham                                                                 | Inghilterra                                                                | 1 – 3                                                                      | Senegal                                                                    | Amichevole                                                                 | Harry Kane                                                                 | Cap: H. Kane                                                               |
| Totale                                                                     |                                                                            | Presenze                                                                   | 4                                                                          |                                                                            | Reti                                                                       | 7                                                                          |                                                                            |

## Palmarès

### Allenatore

#### Club

##### Competizioni nazionali
- Coppa di Germania: 1

Borussia Dortmund: 2016-2017
- Supercoppa francese: 2

Paris Saint-Germain: 2018, 2019
- Campionato francese: 2

Paris Saint-Germain: 2018-2019, 2019-2020
- Coppa di Francia: 1

Paris Saint-Germain: 2019-2020
- Coppa di Lega francese: 1

Paris Saint-Germain: 2019-2020
- Campionato tedesco: 1

Bayern Monaco: 2022-2023

##### Competizioni internazionali
- UEFA Champions League: 1

Chelsea: 2020-2021
- Supercoppa UEFA: 1

Chelsea: 2021
- Coppa del mondo per club: 1

Chelsea: 2021

#### Individuale
- Allenatore tedesco dell'anno: 1

2021
- Allenatore dell'anno UEFA: 1

2021
- Allenatore dell'anno IFFHS: 1

2021
- The Best FIFA Men's Coach: 1

2021